# Aurel Ciorbea
Aurel Ciorbea (n. 1889, Ponor, Alba – d. 1957, Ponor, Alba) a fost un delegat în Marea Adunare Națională de la Alba Iulia, organismul legislativ reprezentativ al „tuturor românilor din Transilvania, Banat și Țara Ungurească”, cel care a adoptat hotărârea privind Unirea Transilvaniei cu România, la 1 decembrie 1918.

## Biografie
Aurel Ciorbea a fost mult timp, înainte și după Unirea cea Mare din 1918, primar al satului și comunei Ponor. A înființat și a fost proprietar și președinte al băncii "Înaintarea" din Ponor. A fost desemnat să reprezinte banca la Adunarea Națională de la Alba lulia, ca delegat de drept.